# Niphopyralis aurivillii
Niphopyralis aurivillii là một loài bướm đêm trong họ Crambidae.